# Jazdowice
Jazdowice est une localité polonaise de la gmina de Słaboszów, située dans le powiat de Miechów en voïvodie de Petite-Pologne.